# Jørgen Brinch Hansen
Jørgen Brinch Hansen (Aarhus, 29 luglio 1909 – Copenaghen, 27 maggio 1969) è stato un ingegnere civile danese specializzato in meccanica del suolo e geotecnica.

## Biografia
Brinch Hansen era il figlio di Ove Ludvig Hansen (1878-1932) e Thora Meta Anne Brinch (1881-1918). Si è laureato alla Scuola di Marselisborg ad Aarhus nel 1927. Nel 1930, abbandonando l'idea di una carriera come insegnante di matematica e fisica, è passato invece al Politecnico, dove si è laureato come ingegnere civile nel 1935. Nello stesso anno sposò Elsebeth Ring (1912-1962), figlia del compositore Oluf Ring. la coppia ebbe due figli: Per Brinch Hansen ed Eva Brinch Hansen. Dopo la morte della moglie si sposò nel 1963 con Ingrid Irma Elsa Paskell, madre dell'intrattenitore Eddie Skoller.
Dal 1935 al 1955 ha lavorato prima come direttore di macchina e successivamente come capo ingegnere in molte grandi attività di progettazione, in particolare nella costruzione di porti, banchine e gallerie, operando anche a Bangkok e a Rotterdam. Ispirato da discussioni accademiche sulla geotecnica a Rotterdam, nel 1948 Brinch Hansen ha cominciato a sviluppare una nuova e differente teoria sulla pressione della terra, utilizzando un approccio più teorico al problema. 
Dopo aver raccolto una vasta esperienza pratica nella progettazione di porti e dighe ha sviluppato nel 1950 un metodo di calcolo della capacità portante del terreno e della pressione della terra su muri di sostegno e palancole, introducendo coefficienti relativi alla geometria e alla geotecnica del problema. Questo metodo ha ottenuto il riconoscimento e la diffusione internazionale, venendo introdotto nel 1965 negli standard danese delle Fondazioni, e parzialmente nello standard europeo Eurocodice 7.
In combinazione con le nuove scoperte nel campo della plasticità, ha portato il suo lavoro come tesi di dottorato sulla pressione della Terra nel 1953, venendo poi diffuso in tutto il mondo. 
Nel 1955 Brinch Hansen ha accettato la cattedra, di nuova costituzione, in ingegneria geotecnica presso l'Università Tecnica della Danimarca. L'anno successivo ha redatto i calcoli geotecnici di grandi progetti di costruzione in Danimarca, come il Piccolo Belt Bridge, Limfjordstunnelen e Storebæltsforbindelsen, oltre allo Schelda Tunnel ad Anversa. Collaborando con Lundgren ha scritto un libro di testo danese riguardo alla geotecnica, tradotto anche in tedesco, e con Jørgen Hessner ha scritto una raccolta di esempi di dati geotecnici.
Brinch Hansen è stato presidente della Società Geotecnica danese dal 1956 e nel 1965 vice presidente della Società Internazionale d'Ingegneria per la Meccanica del suolo e della Fondazione Engineering.